# FloodCast
Floodcast est un podcast audio français, créé en 2015 et présenté par Florent Bernard (alias FloBer),, et Adrien Ménielle, d'abord présenté comme un simple invité récurrent puis comme « co-host » (« co-présentateur ») pour finir par être considéré comme présentateur à part entière.
Chaque émission réunit des invités (généralement deux ou trois) pour discuter de sujets divers sur un ton humoristique,. Les invités sont principalement issus du milieu culturel et/ou d'Internet,. À partir de 2022, le podcast est hebdomadaire. En avril 2025, les deux animateurs annoncent la fin du programme au terme de la dixième saison.

## Origine du nom
Le nom « Floodcast » vient du mot anglais « flood » (« déluge », « inondation »), qui fait référence aux espaces des forums dans lesquels tout le monde parle de n'importe quel sujet, et du mot « cast » (« distribution » en français) que l'on retrouve dans le mot « podcast ».

## Déroulement de l'émission
Le podcast est un mélange de format dit « talk » (discussion introspective ou promotionnelle) et de jeux avec les invités, mené par Florent Bernard. Le format habituel d'une émission comprend une phrase de présentation des invités, un jeu sur des actualités insolites (inspiré des Grosses Têtes et des émissions radio de Laurent Ruquier) utilisé pour aborder différents thèmes de société ou anecdotes avec les invités, et des recommandations culturelles,,.
Certaines émissions dérogent à ce modèle (comme des émissions spéciales) ou y ajoutent d'autres rubriques, comme des jeux ponctuels ou des questions des auditeurs aux invités.

## Évolutions de l'émission
Les premiers épisodes de l'émission ont été enregistrés dans les locaux de Golden Moustache mais, pour des raisons logistiques et ce dès la première saison, l'enregistrement déménage rapidement dans l'appartement de Florent Bernard[réf. souhaitée]. L'enregistrement du Floodcast suivra ensuite les différents déménagements de Florent Bernard, et sera parfois accueilli dans divers lieux comme des chambres d'hôtel, les locaux de Ninja & Associés, ou encore les locaux de tournage de Squeezie, là aussi pour des raisons logistiques.

### Fin de l'émission
Le 30 avril 2025, dans un épisode intitulé « Il s'agissait du Floodcast », Florent Bernard et Adrien Ménielle annoncent que la saison en cours sera la dernière du podcast, mettant un terme à 10 saisons consécutives, en raison des nombreux projets auxquels Florent Bernard est rattaché ne lui permettant plus de produire un épisode à un rythme hebdomadaire, sans fermer la porte à un retour éventuel.
Les 20, 21 et 22 juin 2025, les trois derniers épisodes sont enregistrés en live à la salle Pleyel,.

## Épisodes spéciaux

### Frames Festival
La deuxième saison de l'émission débute en septembre 2016 avec un Floodcast en live au Frames Festival à Avignon. Pour l'occasion, Patrick Baud, Charlie Danger, Slimane-Baptiste Berhoun, Thomas Hercouet et François Descraques sont invités.
En septembre 2018, un nouvel épisode en public est enregistré au Frames Festival avec comme invités : Patrick Baud, Bruno Muschio et Valentin Vincent.
L'édition d'octobre 2021 accueillera un épisode classique du Floodcast avec comme invités Patrick Baud, Manon Bril et KronoMuzik, ainsi qu'un épisode spécial "Floodcast Raconte" avec la participation d'Aude Gogny-Goubert et de Valentin Vincent.

### Floodcastau Bataclan
Le 21 octobre 2019, le Floodcast est enregistré pour la première fois dans la salle de spectacle du Bataclan. Le projet annoncé par Florent Bernard connaît un grand succès et la billetterie affiche complet seulement quelques minutes après son ouverture. Monsieur Poulpe, Mister V, Éléonore Costes et Baptiste Lecaplain sont les invités de cet épisode. L'émission est rediffusée sur les plateformes de streaming audio à partir du 28 octobre 2019. Le 4 novembre, Florent Bernard et Adrien Ménielle reviennent sur cette soirée dans un épisode dédié.
Au vu du succès de cette première expérience, le 6 mars 2020 est organisé un nouvel épisode au Bataclan. Ce nouveau numéro regroupe sur scène, en plus du duo habituel, Marina Rollman, Alison Wheeler, Hakim Jemili, Patrick Baud et Simon Astier.

### «FloodcastRaconte»
Les épisodes 16 de la saison 5, et 7 de la saison 7, intitulés « Floodcast Raconte », présentent un tout autre format que les émissions habituelles puisqu'il s'agit de fictions parodiant les émissions de Christophe Hondelatte[réf. souhaitée] (en particulier Hondelatte Raconte, diffusée sur Europe 1, dont le titre est inspiré).

### Tournée duFloodcast
En septembre et en octobre 2022, le Floodcast fait une tournée dans sept villes de France. Elle débute à Bordeaux, au Théâtre Fémina, et enchaîne plusieurs villes de France comme Toulouse, Lille, Nantes, Rennes et passe même tout proche de Lyon. Ils remplissent notamment l'Olympia à Paris,.

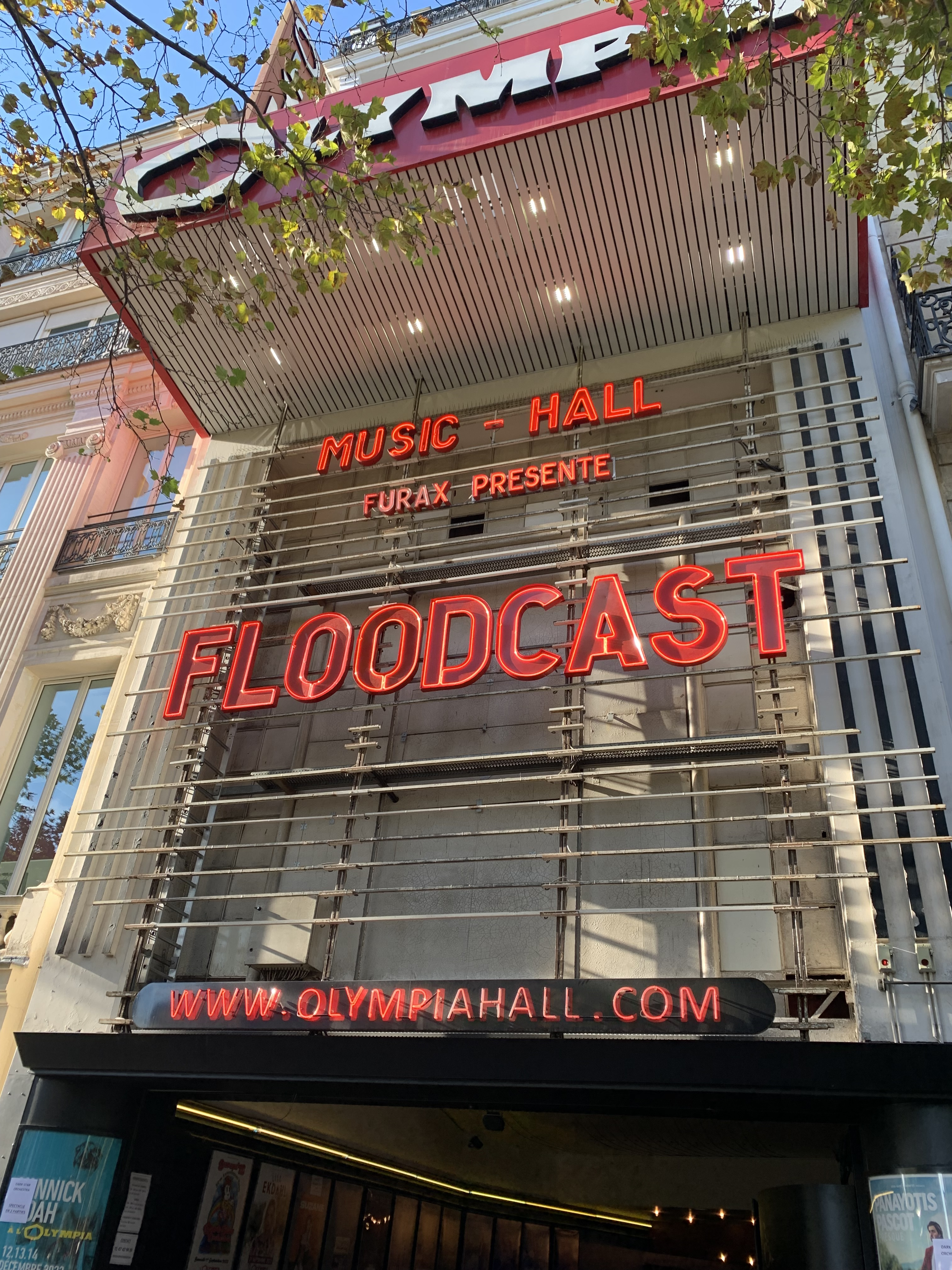
Devanture de l'Olympia le 18 septembre 2022.
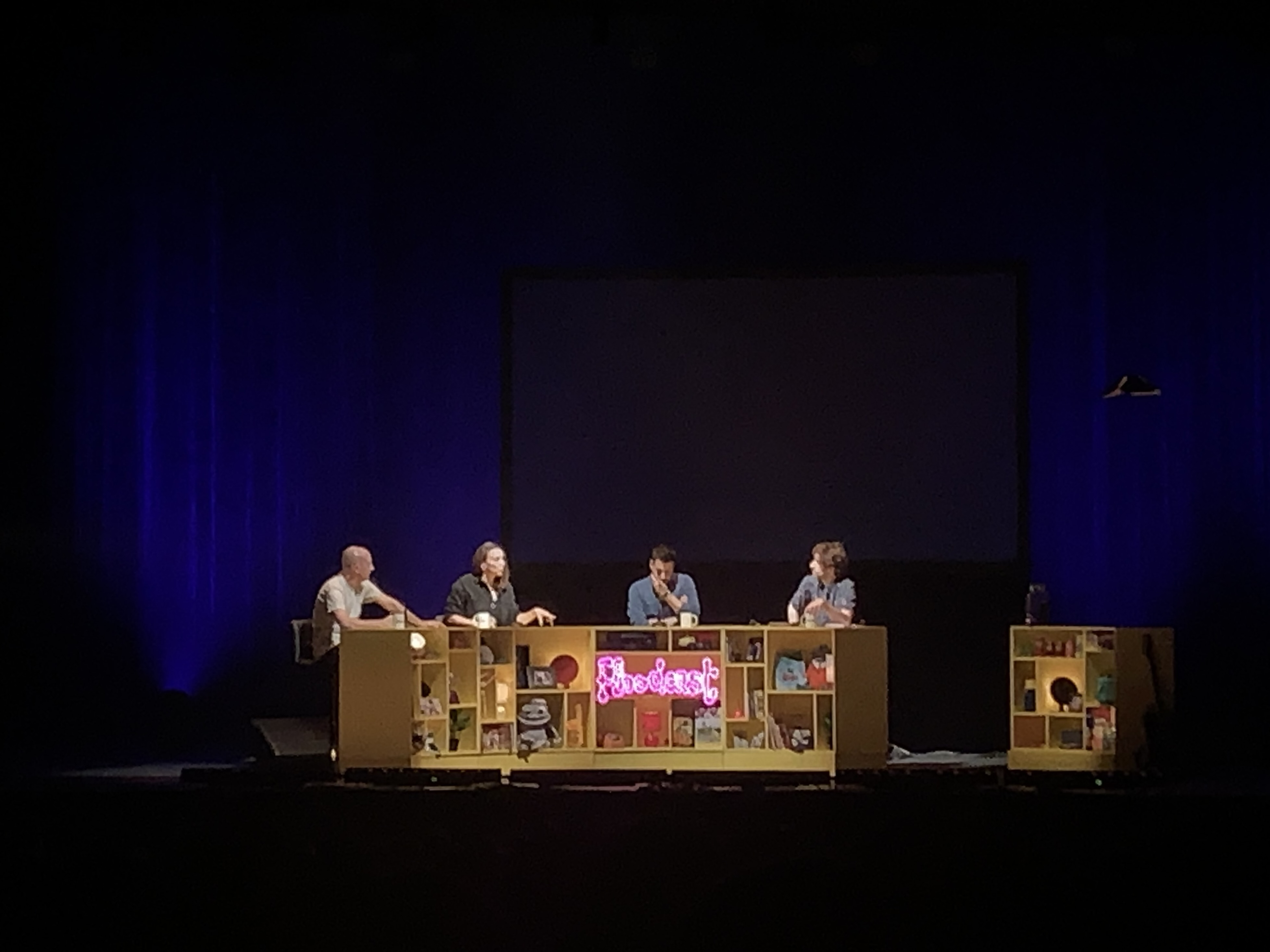
À l'Olympia en compagnie de Simon Astier et d'Audrey Pirault.

### Épisodes thématiques et hors-séries
Certains épisodes du Floodcast sont consacrés à des projets particuliers en présence des artistes eux-mêmes : la chaîne YouTube Solange te parle (S03E10), le collectif Suricate (S03E11), la série Groom (S04E06), la série Les Emmerdeurs (S04E13), le duo Palmashow (S04E14), la troupe Les Robins des Bois (S04E15), le film La Grande classe (S05E04), le film Balle perdue (S05E25), l'émission Rap Jeu (S05E27), la BD Ollie et l'Alien (S06E02), la partie de Donjons et Dragons en ligne La Bonne Auberge (S07E06), la série Or de lui (S07E11), le film Les Vedettes (S07E19), le film Jack Mimoun et les Secrets de Val Verde (S08E01), ou encore le documentaire Montre jamais ça à personne (S08E02).
Il y a également des épisodes hors-série consacrés à des œuvres de la pop culture : les univers Star Wars (S03E06), Harry Potter (S04E08), l'Univers cinématographique Marvel (S04E19), de Jurassic Park (S07E40), mais aussi les mondes de Spider-Man (S04E25), de Batman (S05E08), de Pixar (S05E19) ou encore de la comédie française au cinéma (S07E31).
D'autres épisodes sont enregistrés sans invités. Dans ces épisodes, Florent Bernard et Adrien Ménielle en profitent pour prendre le temps de répondre aux questions des auditeurs, pour chercher des réponses aux divers problèmes qui leur sont soumis par messages vocaux, pour parler de leurs projets qui n'ont pas abouti, ou encore pour se soumettre l'un l'autre à des tests, des jeux, ou des questions prétextes à parler un peu plus de leurs vies professionnelles et personnelles.

### Épisodes bilans de fin d'année
À partir de la saison 5 (S05EP014 « Chernobyl du bigdil » 16/12/2019), chaque fin d'année s'accompagne d'un épisode spécial, récapitulatif des meilleures sorties cinéma et jeux-vidéo de l'année. Les épisodes donnent lieu à une critique plus ou moins sérieuse des œuvres par les intervenants. Ces épisodes sont constamment enregistrés en compagnie de Pierre Lapin.

## Notoriété
Le Floodcast est l'un des podcasts indépendants les plus écoutés en France : il arrive régulièrement en haut des classements des podcasts les plus écoutés sur Spotify. En 2019, il totalise plus de deux millions d'écoutes. Début 2021, il est classé quatrième sur cette plateforme et deuxième dans la catégorie « humour ». Il est régulièrement classé numéro 1 des podcasts français d'humour sur Apple Podcasts.
En septembre 2019, Vincent Chauvet (en), maire d'Autun (ville natale de Florent Bernard), met au défi le présentateur du podcast de venir enregistrer un épisode dans la ville et lui promet de nommer un équipement municipal en son honneur s'il accepte.
À l'occasion de la fin de l'émission en 2025, Libération décrit l'émission comme un « objet culte auprès de toute une génération » située entre la vingtaine et la trentaine (milléniaux et génération Z).

## Liste des épisodes
(Mis à jour le 21 juillet 2025)

## Liste des invités
(Mis à jour le 14 avril 2025)